# صبيح المصري
صبيح طاهر درويش المصري (1937-) هو رجل أعمال سعودي من أصول فلسطينية. ولد المصري لعائلة فلسطينية من مدينة نابلس، وكان والده رجل أعمال يملك العديد من الأسهم في شركات مساهمة مختلفة. توفي والده وكان عمره 6 سنوات، وورث عن والده بعض الأسهم والأموال. درس في نابلس وتخرج من مدرستها الثانوية، حاصل على شهادة البكالوريوس في الهندسة الكيميائية من جامعة تكساس في أوستن بالولايات المتحدة الامريكية، عام 1963، ثم عاد إلى نابلس حتى عام 1965. وهو إبن عم رجل الأعمال الفلسطيني منيب المصري.

## حياته العملية
إنتقل في أواخر السيتينات من القرن العشرين للعمل والإستثمار في المملكة السعودية. أثناء عمله وعلاقاته القوية مع رجال أعمال سعوديين حصل على الجنسية السعودية. مما ساعدة في توسيع وتطوير أعماله، قام بتأسيس شركة "مجموعة أسترا" في العام 1966، وهي شركة تعمل في مجالات متعددة في المملكة السعودية والمملكة الأردنية والإمارات العربية المتحدة وتغطي نشاطات المجموعة كلا من: قطاع الزراعة والتجارة والإنشاءات والعقارات والصحة والصناعة والبلاستك والإتصالات والفنادق والبنوك.

## مناصبه
شغل المصري العديد من المناصب القيادية الهامة منها:
- رئيس الشركة العربية للتموين والتجارة " مجموعة أسترا"
- رئيس مجلس ادارة البنك العربي.
- رئيس مجلس ادارة شركة زارة القابضة.
- مجموعة الاتصالات الفلسطينية.
- امناء جامعة النجاح الوطنية في نابلس، فلسطين.
- عضوا في مجلس ادارة شركة فلسطين للتنميةوالاستثمار "باديكو"
- عضوا في مجلس امناء جامعة الفهد بن سلطان.
- رئيس مجلس امناء جائزة فلسطين الدولية للتميز والابداع.
- نائباً لرئيس مجلس إدارة صندوق الاستثمار الفلسطيني.
- مؤسس سوق فلسطين للأوراق المالية.